# Breeja Larson
Breeja Larson (Mesa (Arizona), 16 april 1992) is een Amerikaanse zwemster. Ze vertegenwoordigde haar vaderland op de Olympische Zomerspelen 2012 in Londen.

## Carrière
Tijdens de US Olympic trials 2012 in Omaha won Larson de 100 meter schoolslag, waarbij ze wereldkampioene Rebecca Soni en wereldrecordhoudster Jessica Hardy achter zich liet, en kwalificeerde zich door deze prestatie voor de Olympische Zomerspelen van 2012 in Londen. In Londen eindigde de Amerikaanse als zesde op de 100 meter schoolslag. Op de 4x100 meter wisselslag zwom ze samen met Rachel Bootsma, Claire Donahue en Jessica Hardy in de series, in de finale veroverden Missy Franklin, Rebecca Soni, Dana Vollmer en Allison Schmitt de gouden medaille. Voor haar inspanningen in de series werd Larson beloond met de gouden medaille.

## Internationale toernooien
| Jaar | Olympische Spelen                                                    | WK langebaan                                                                                                   | WK kortebaan  | PanPacs                              | Pan-Ams       |
| ---- | -------------------------------------------------------------------- | --- | ------------- | ------------------------------------ | ------------- |
| 2012 | 6e 100m schoolslag · 4x100m wisselslag · Larson zwom enkel de series | | geen deelname |                                      |               |
| 2013 |                                                                      | 4e 50m schoolslag · 5e 100m schoolslag · 12e 200m schoolslag · 4x100m wisselslag · Larson zwom enkel de series |               |                                      |               |
| 2014 |                                                                      | | geen deelname | 100m schoolslag · 6e 200m schoolslag |               |
| 2015 |                                                                      | 19e 200m schoolslag                                                                                            |               |                                      | geen deelname |
| 2016 | geen deelname                                                        | | geen deelname |                                      |               |
| 2017 |                                                                      | geen deelname                                                                                                  |               |                                      |               |
| 2018 |                                                                      | | geen deelname | geen deelname                        |               |
| 2019 |                                                                      | geen deelname                                                                                                  |               |                                      | geen deelname |

## Persoonlijke records
Bijgewerkt tot en met 1 september 2020

### Langebaan
| Afstand         | Tijd    | Datum           | Plaats       |
| --------------- | ------- | --------------- | ------------ |
| 50m schoolslag  | 29,95   | 4 augustus 2013 | Barcelona    |
| 100m schoolslag | 1.05,92 | 27 juni 2012    | Omaha        |
| 200m schoolslag | 2.23,44 | 26 juni 2013    | Indianapolis |

### Kortebaan
| Afstand         | Tijd    | Datum           | Plaats     |
| --------------- | ------- | --------------- | ---------- |
| 50m schoolslag  | 29,65   | 26 oktober 2019 | Boedapest  |
| 100m schoolslag | 1.03,80 | 20 oktober 2019 | Lewisville |
| 200m schoolslag | 2.17,99 | 30 oktober 2016 | Hong Kong  |